# Pilocrocis umbralis
Pilocrocis umbralis là một loài bướm đêm trong họ Crambidae.